# Lann Vraz
Pour plus de détails, voir Fiche technique et Distribution.
Lann Vraz est le premier long métrage en breton, sous-titré en français. Le film a été réalisé par Soazig Daniellou (br), diffusé sur France 3 en mai 2013, puis sorti dans les salles de cinéma en Bretagne et à Paris à partir du mois d'octobre 2013,.
Le film a été coproduit par Kalanna, France Télévisions, Tébéo, TVR, Ty télé, avec le soutien de la Région Bretagne, du Département du Finistère et du Centre national du cinéma et de l'image animée.
Lann Vraz a été récompensé par les prix de l’avenir de la langue bretonne 2014, dans la catégorie œuvre audiovisuel ,.

## Synopsis
Gwenn est une jeune femme originaire de Lann Vraz, une presqu'île bretonne sauvage où cohabitent des parcs à huîtres et une réserve naturelle. Après être parti loin de sa famille en Amérique du sud pendant cinq ans, Gwenn décide de revenir parmi les siens avec l'espoir de retrouver Mark, son amour de jeunesse. Il vit désormais en couple avec Aurélie et a entre-temps pris la tête de la réserve naturelle. Gwenn revient en plein conflit entre les écologistes de la réserve naturelle et les ostréiculteurs de sa famille, à la suite d'un projet d'implantation d'un nouveau parc à huîtres d'huîtres triploïdes aux limites de la réserve.

## Fiche technique
- Titre : Lann Vraz
- Réalisatrice : Soazig Daniellou (br)
- Scénariste : Soazig Daniellou (br) et Aziliz Bourgès
- Productrice : Anna Lincoln
- Société de production : Kalanna production
- Montage : Claude Le Gloux
- Décors : Maïna Loaec
- Costumes : Loeiza Beauvir
- Son : Julien Abgrall
- Pays d'origine :  France
- Durée : 98 minutes
- Date de sortie :
  -  France : 24 mai 2013[n 2]

## Production

### Tournage
Il s'agit du premier film entièrement écrit, joué, et tourné en breton. L'ensemble de l'équipe technique parlait breton pour le tournage et la production du film,. Le film a été tourné entre août et septembre 2012 dans la Région de Plougastel-Daoulas et en baie de Morlaix dans la réserve ornithologique.

## Distribution
- Aziliz Bourgès : Gwenn
- Erwan Cloarec : Mark
- Marion Gwenn : Aurélie
- Gaël Lechoisne : Tom
- Nicole Le Vourc'h : Corentine
- Bob Simon : Herve
- Klet Beyer : Fañchig
- André Morvan : Paul
- Anna Vassal : Zaïg
- Kaou Langoët : Jampi
- Tony Foricheur : Erwan
- Marie Kermarec : Môn
- Yann-Edern Jourdan : Loeiz
- Goulwena an Henaff : Rose
- Yann-Herle Gourves : Mikael